# NGC 3669
NGC 3669 is een balkspiraalstelsel in het sterrenbeeld Grote Beer. Het hemelobject werd op 17 maart 1790 ontdekt door de Duits-Britse astronoom William Herschel.

## In de kom van deGrote steelpan
Het stelsel NGC 3669 bevindt zich, vanaf de aarde gezien, in de rechthoek gevormd door de sterren Dubhe, Merak, Phad, en Megrez, die de kom van het gemakkelijk herkenbare asterisme Grote steelpan (Big dipper) vormen.

## Synoniemen
- UGC 6431
- MCG 10-16-135
- ZWG 291.67
- IRAS 11226+5759
- PGC 35113